# Guiyang
Guiyang  貴陽 Er en storby i Kina med ca. 3,5 millioner. Byen er en by på præfekturniveau, og hovedstad for provinsen Guizhou og ligger i den centrale del af landet. Byen ligger øst for Yunguiplateauet og nord for floderne Nanming og Wujiang .
Guiyang ligger i 1.100 meters højde og har et areal på ca. 8,034 km. Byen er en af Kinas mest forurenede byer. Osen fra industrien slutter sig om byen ligesom en tåge, hvor bjergene forsvinder i smoggen.

## Historie
Byen blev grundlagt i 1283 af Yuan-dynastiet, som også kaldes Shunyuan 順元.
Oprindeligt var befolkningen ikke kinesisk, og det var kun en militær udpost. Det var først ved den mongolske invasion i det sydvestlige Kina i 1279, at området blev gjort til hjemsted for en hær. Kinesisk udvikling i området begyndte også på det tidspunkt, og under Ming (1368-1644) og Quin (1644-1911) dynastierne, blev byen sæde for et præfektur som fik navnet Guiyang. 

## Administrative områder
Guiyang består af seks bydistrikter, tre amter og et byamt:
- Bydistriktet Nanming (南明区), 89 km², ca. 490.000 indbyggere (2003);
- Bydistriktet Yunyan (云岩区), 68 km², ca. 560.000 indbyggere (2003);
- Bydistriktet Xiaohe (小河区), 38 km², ca. 110.000 indbyggere (2003);
- Bydistriktet Huaxi (花溪区), 986 km², ca. 320.000 indbyggere (2003);
- Bydistriktet Wudang (乌当区), 962 km², ca. 290.000 indbyggere (2003);
- Bydistriktet Baiyun (白云区), 260 km², ca. 170.000 indbyggere (2003);
- Amtet Kaiyang (开阳县), 2.026 km², ca. 420.000 indbyggere (2003);
- Amtet Xiuwen (修文县), 1.076 km², ca. 290.000 indbyggere (2003);
- Amtet Xifeng (息烽县), 1.037 km², ca. 250.000 indbyggere (2003);
- Byamtet Qingzhen (清镇市), 1.492 km², ca. 500.000 indbyggere .

## Geografi
Guiyang er vokset nærmest eksponentielt siden 1990'erne. Byen er beliggende på Nanming-floden, en biflod til Wu-floden, som i sidste ende bliver løber ud i Yangtze-floden i Fuling i Sichuan-provinsen. 
Guiyang ligger langs hovedvejen mellem Kunming og Chongqing. Den er også et jernbaneknudepunkt (siden 1959) og et industricenter. Her produceres blandt andet tekstiler, kunstgødning, maskiner, petroleum, gummiprodukter, cement og papir. Vigtige kul- og bauxitgruber ligger i nærheden. 

## Klima
Klimaet i Guiyang er tempereret og fugtigt, og har et subtropiske monsunklima, med forholdsvis milde vintre og varme sommer. Årstiderne er ikke særlig adskilt. Gennemsnitstemperaturen er 10° i januar og 28° i juli. 
Regn falder hele året. Det er også en af Kinas mindst solrige byer 

## Transport
Transporten i Guiyang består af et omfattende bussystem og mange taxier. Den relativt nylig byggede Longdongbao Internationale Lufthavn står for lufttrafikken. De vigtige sydlige jernbanestation er ved at blive genopbygget i 2008. Vejenettet er også under fuld udbygning.

## Myndigheder
Den lokale leder i Kinas kommunistiske parti er Sun Zhigang. Borgmester er Chen Yan, pr. 2021.
26°34′N 106°43′Ø / 26.567°N 106.717°Ø